# Acomys louisae
Acomys louisae és una espècie de mamífer rosegador de la família dels múrids. Viu a altituds de fins a 500 msnm a Djibouti, Etiòpia, Kenya i Somàlia. Es tracta d'un animal insectívor. Els seus hàbitats naturals són les zones rocoses de les sabanes seques, així com els herbassars. És una espècie en risc mínim, és a dir, no sembla que hi hagi cap amenaça significativa per a la seva supervivència.
L'espècie fou anomenada en honor de Louise Lort Phillips.